# Мирослав Илич
Мирослав Илич (на сръбски: Мирослав Илић или Miroslav Ilić) е сръбски певец, композитор и филантроп, един от най-познатите и популярни изпълнители в Източна Европа.

## Кратка биография
Мирослав Илич е роден на 10 декември 1950 година в село Мърчайевци, тогавашна Югославия.
Завършва гимназия в Чачак, а след това записва в Електротехническия факултет в Скопския университет.
Певческата си кариера започва през 1972 година. Едни от най-известните му хитове са: „Smej se, smej“, „Волео сам девојку из града“, „Балада о нама“, „Зовеш ме на вино“, „Поздрави je, поздрави“, „Теби“, „Misliš li na mene“, една от най-известните му песни в България „Božanstvena ženo“ (Божанствена жено), записана през 1996 г. в албума му „Probudi se srce moje“, както и дуетите му с Лепа Брена: „Jедан дан живота“ и „Волимо се из ината“.
През 2014 г. Мирослав Илич е част от журито на музикалното предаване „Пинкове Звезде“, заедно със Светлана Ражнатович, Марина Туцакович, Бора Джорджевич и Харис Джинович.

## Благотворителни каузи в България
Мирослав Илич и неговият колега Шабан Шаулич се включват в благородна кауза организирана от Венцислав Рангелов, която включва два поредни концерта в Зала Арена Армеец в София, чиято цел е да се съберат средства за изграждане на топлоцентрала в Дома за деца, лишени от родителски грижи в село Доганово, на 19 и 20 март 2016 година.
През 2019 година Илич и Венцислав Рангелов отново са в основата на концерт с благотворителна цел. На 23 февруари 2019 година в Зала 1 на НДК е нарочен концерт за набиране на средства за медицинска апаратура за Клиниката по детска кардиология от Националната кардиологична клиника в София.

## Дискография

### Студийни албуми
- 1973 – „Овом те песмом поздрављам“
- 1975 – „Волео сам девојку из града“
- 1976 – „Miroslav Ilić“
- 1979 – „Срели смо се, било је то давно“
- 1980 – „У свет одох мајко“
- 1981 – „Тако ми недостајеш“
- 1982 – „Kad si sa mnom ne misli na vreme“/ „Ti si moja simpatija“
- 1982 – „Схватио сам, не могу без тебе“
- 1983 – „Поздрави је, поздрави“
- 1984 – „Путујем, путујем“
- 1985 – „Зовеш ме на вино“
- 1985 – „Један дан живота“, дуетен миниалбум с Лепа Брена
- 1986 – „Novi Hitovi“
- 1986 – „Теби“
- 1987 – „Мислиш ли на мене“
- 1988 – „10 godina sa vama“
- 1988 – „Балада о нама“
- 1989 – „Лажу да време лечи све“
- 1990 – „Шта ће нама туговање“
- 1991 – „Moravsko predvečerje“
- 1993 – „Прошлост моја“
- 1996 – „Пробуди се срце моје“
- 1998 – „Чувајте ми песме“
- 1999 – „Што си рано заспала“
- 2001 – „Тек смо почели“
- 2002 – „Може ли се пријатељу“
- 2004 – „Ето мене“
- 2005 – „Дајем реч“
- 2006 – „Uživo“
- 2010 – „Мани ме година“
- 2014 – „Volim te neizlečivo“

### Компилации
- 1975 – „Miroslav Ilić“
- 1984 – „Top hits“
- 1990 – „Miroslav Ilić“
- 1990 – „Nezaboravni hitovi 1. Tebi“
- 1996 – „Hitovi“
- 1998 – „Bili smo drugovi. Moje najlepše balade“
- 1999 – „Moje najlepše pesme“
- 2002 – „Miroslav Ilić CD 1“
- 2002 – „Miroslav Ilić CD 2“
- 2004 – „Hitovi“
- 2007 – „Voleo sam devojku iz grada“ (2 CD)
- 2008 – „Najveći hitovi“ (3 CD)
- 2011 – „Voleo sam devojku iz grada“ (2 CD), издадена в България
- 2015 – „Хитове“, издадена в България
- 2016 – „Ти си звезда мојих снова. Незаборавни хитови Предрага Вуковића“
- 2017 – „Хитове 2“, издадена в България